# Wodetzky József
Wodetzky József (Versec, 1872. március 15. – Budapest, 1956. március 17.) csillagász, egyetemi tanár, a matematikai tudományok kandidátusa.

## Életpályája
A Budapesti Tudományegyetemen, a Sorbonne-on és a Collège de France-on tanult. Ezek után Pesten lett tanársegéd utána pedig magántanár. 1923-tól Debrecenben fizikatanár, egyetemi tanár, a Debreceni Magyar Királyi Tisza István Tudományegyetem Orvostudományi Karának dékánja (1928/1929, 1929/1930), 1934-től Pesten professzor. 1942-ben vonult nyugalomba mint a Csillagászati Intézet igazgatója volt. Debrecenben kezdeményezte a csillagvizsgáló létrehozását.

## Munkássága
A klasszikus csillagászat, az égi mechanika, az égitestek pályája és a többtest-probléma volt a kutatási területe. A matematika területén is jelentőset alkotott. Számos könyv és publikáció írója.

## Fontosabb művei

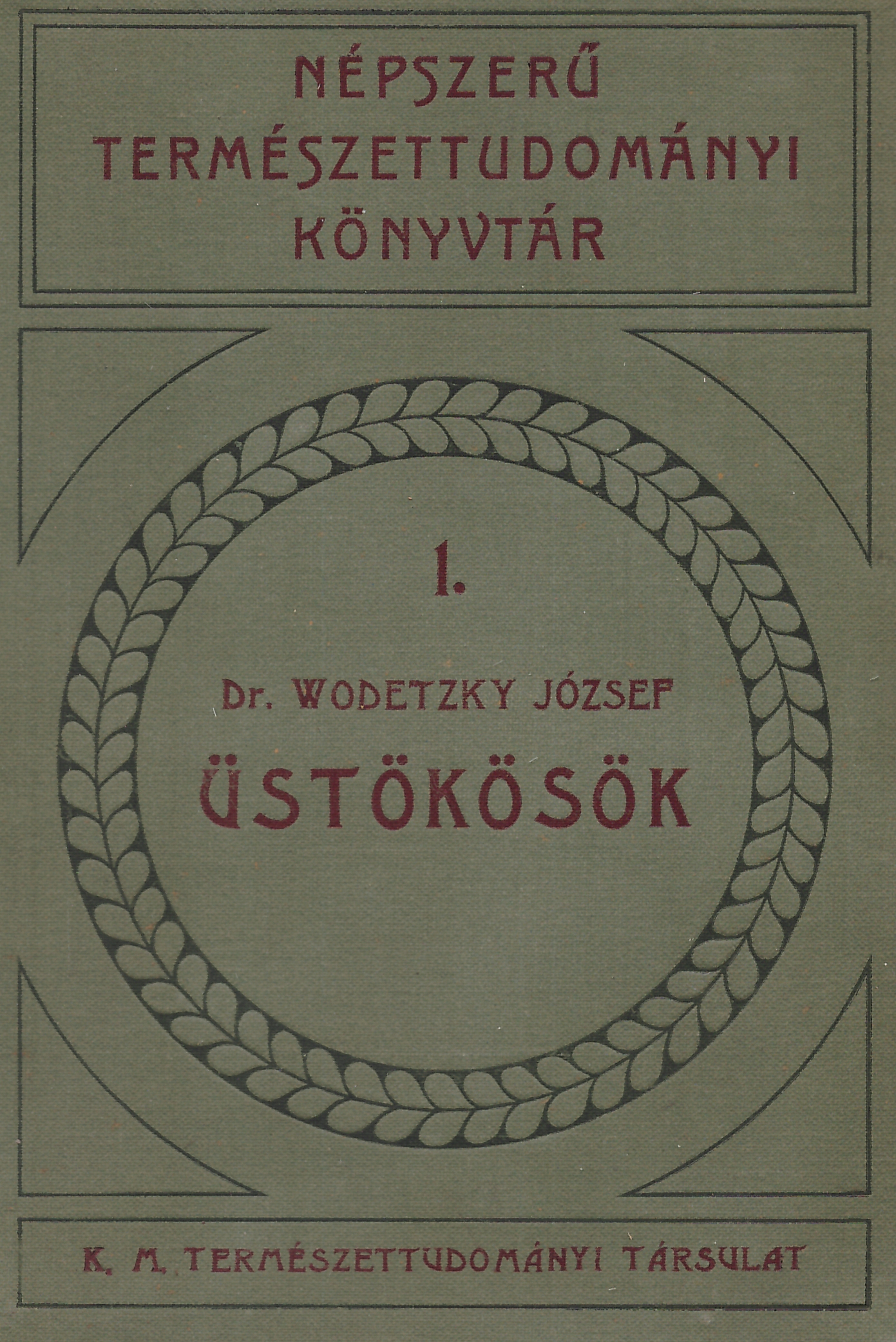
Üstökösök

- A három test problémája és a zéta Cancri rendszere. Mathematikai és Physikai Lapok 18. évf. 1909/2.
- A Hold mozgás variációja. Mathematikai és Physikai Lapok 20. évf. 1911/2. 4.
- Az évszakok tartama és az időegyenlet. Stella Almanach VI. köt. 1930
- Üstökösök. Budapest, 1910
- A relativitástan csillagászati bizonyítékainak kritikája; Stephaneum Ny., Budapest, 1923 (A Szent István Akadémia mennyiségtan-, természettudományi osztályának felolvasásai)
- A világegyetem szerkezete. Budapest, 1927
- Tájékozódás a csillagos égen; Királyi Magyar Természettudományi Társulat, Budapest, 1936 (A természettudományok elemei)
- A csillagos ég (szerk., gyűjteményes kötet); Budapest, 1938
- A csillagok világából. Csillagászati és asztrofizikai miniatűrök; Szent István Társulat, Budapest, 1947
- A csillagok és a mindenség; Egyetemi Ny., Budapest, 1947 (Az Egyetemi Nyomda természettudományi sorozata)
- Tájékozódás a csillagos égen; 2., átdolg. kiad.; TTIT, Budapest, 1955 (Uránia kiskönyvek)

## Bibliográfia
- Lassovszky K.: Wodetzky József. Részletes bibliográfiával. Csillagászati Lapok 5. évf. 1942/1–2.
- Guman I.: Wodetzky József. Csillagok Világa (III. sorozat) 1. évf. 1956/2.
- Szinnyei József: Magyar írók élete és munkái I–XIV. Budapest: Hornyánszky. 1891–1914.
- Poggendorff: Biographisch… VI. 1938., VI/4. 1968
- Kiss I.: Csillagászati Bibliográfia. Debrecen, 1981

## Elismerései
- A Szent István Akadémia Matematikai Osztályának elnöke
- A Jugoszláviai Csillagászati Társaság tiszteletbeli tagja